# Spisy statystyczne w Polsce
Spisy powszechne w Polsce dostarczają kluczowych informacji statystycznych o demografii Polski. Spisy powszechne odbywają się w Polsce, od okresu odzyskania niepodległości, co mniej więcej dziesięć lat. Istnieją także bardziej szczątkowe dane ze spisów przeprowadzonych przed odzyskaniem niepodległości, a także z I Rzeczypospolitej.

## Tło historyczne
- 1440, 1470–1480 – pierwsza w Polsce praca o charakterze statystycznym: Liber beneficiorum dioecesis Cracoviensis Jana Długosza[1].

- 1490 – najstarszy zachowany rejestr poborowy[1].

- 1520 – wprowadzenie do konstytucji zarządzenia wykonywania spisów parafialnych w celu pobierania podatku pogłównego – spisy te można uznać za pierwsze powszechne spisy ludności[1].

## Spisy powszechne ludności i mieszkań na terenie ziem polskich
- 1764/1765 – Spis ludności żydowskiej w 1765 – ok. 588 – 620 tys.[a] Żydów w całej Rzeczypospolitej Obojga Narodów[2][3]
- 1789 – Lustracja dymów i podanie ludności – konstytucja Sejmu Czteroletniego, uchwalona 22 czerwca 1789, proklamująca spis ludności Rzeczypospolitej[4]
- 1808 – Spis powszechny w Księstwie Warszawskim w 1808
- 1810 – Spis powszechny w Księstwie Warszawskim w 1810
- 1827 – Spis ludności i domów w Królestwie Polskim w 1827
- 1840 – Spis powszechny Wielkiego Księstwa Poznańskiego w 1840
- 1857 – Spis powszechny w Galicji w 1857
- 1857 – Spis powszechny w 1857[5]
- 1869 – Spis powszechny w Galicji w 1869
- 1880 – Spis powszechny w Galicji w 1880
- 1890 – Spis powszechny w Galicji w 1890
- 1890 – Spis powszechny w Cesarstwie Niemieckim w 1895
- 1897 – Spis powszechny w Rosji w 1897
- 1900 – Spis powszechny w Galicji w 1900
- 1910 – Spis powszechny w Galicji w 1910
- 1916 – Spis ludności na Litwie w 1916
- 1918 – Spis ludności na Litwie w 1918
- 1919 – Spis ludności na Górnym Śląsku w 1919
- 1919 – Spis ludności na Ziemiach Wschodnich w 1919
- 1921 – Pierwszy Powszechny Spis Ludności, 30 września 1921 (nie objął terenów Litwy Środkowej i części Górnego Śląska, które wówczas znajdowały się poza granicą RP).
- 1931 – Drugi Powszechny Spis Ludności, 9 grudnia 1931[6]
- 1943 – powszechny sumaryczny spis ludności w Generalnej Guberni 1 marca 1943[6][7]
- 1946 – powszechny sumaryczny spis ludności 14 lutego 1946[6]
- 1950 – Spis powszechny w 1950 3 grudnia 1950[8]
- 1956 – spis kadrowy[9]
- 1958 – spis kadrowy[9][10]
- 1960 – Spis powszechny w 1960 6 grudnia 1960[6]
- 1964 – spis kadrowy[9][10]
- 1968 – spis kadrowy[9][11][12]
- 1970 – Spis powszechny w 1970 8 grudnia 1970[6]
- 1973 – spis kadrowy[9][11][13]
- 1974 – spis ludności metodą reprezentacyjną 30 marca 1974[6][14]
- 1977 – spis kadrowy[9][11][15]
- 1978 – Spis powszechny w 1978 7 grudnia 1978[6]
- 1983 – spis kadrowy[9][11][16]
- 1984 – spis ludności metodą reprezentacyjną 6 grudnia 1984[6][17]
- 1988 – Spis powszechny w 1988 6 grudnia 1988[6]
- 1995 – spis ludności i mieszkań metodą reprezentacyjną 17 maja 1995[18][19]
- 2002 – Narodowy Spis Powszechny 2002
- 2011 – Narodowy Spis Powszechny Ludności i Mieszkań 2011 na dzień 31 marca 2011
- 2021 – Narodowy Spis Powszechny Ludności i Mieszkań 2021[20]

## Narodowy Spis Powszechny
Specjalnym rodzajem jest przeprowadzany okresowo, na ogół co 10 lat, Narodowy Spis Powszechny. Spis taki jest najobszerniejszą informacją statystyczną o ludności, jej warunkach bytowania i o innych objętych nim zagadnieniach. W Polsce Narodowe Spisy Powszechne przeprowadza Główny Urząd Statystyczny.

## Spisy rolne oraz spisy ludności wiejskiej związanej z rolnictwem
- powszechne spisy rolne
  - wraz ze spisami ludności 1950, 1960, 1970, 2002[b], 2010[21][22], 2020[21][23];
  - 1996[24]
- w reprezentacyjnych spisach ludności – 1974, 1984, 1995;
- badanie reprezentacyjne w 1982, 1994[25].
- pełne spisy rolnicze[potrzebny przypis]
  - 1976;
  - 1986;
  - 1996.
- doroczne spisy rolne, m.in.: 1953-1993[26]